# الکترود استاندارد کالومل

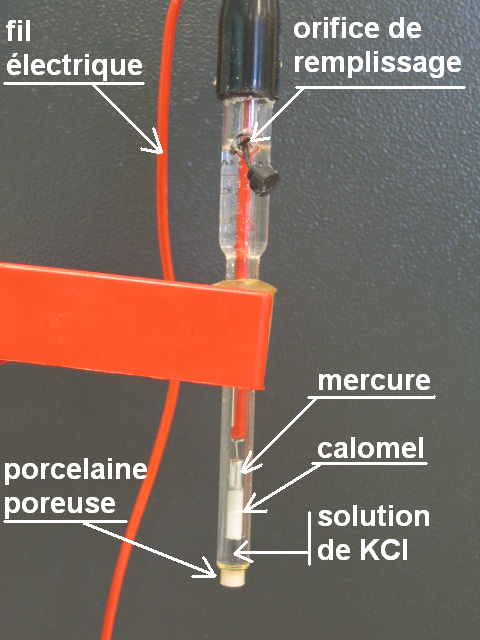
الکترود کالومل اشباع

الکترود استاندارد کالومل یا الکترود کالومل اشباع (به انگلیسی: Saturated calomel electrode) یکی از چند گونه الکترود مرجع است.
پایه کار این الکترود واکنش جیوه و  کلرید  جیوه (Hg2Cl2) یا همان کالومل است. فاز آبی که بین این دو ارتباط برقرار می‌کند، کلرید پتاسیم اشباع در آب است.
الکترود شاهد، الکترودی با پتانسیل معلوم می‌باشد که برای تعیین پتانسیل سایر الکترودها مورد استفاده قرار می‌گیرد. پتانسیل الکترود استاندارد، اساس تعیین پتانسیل سایر الکترودها می‌باشد (پتانسیل صفر). برای اینکه الکترودی به‌عنوان الکترود شاهد استفاده شود، باید دارای شرایطی باشد که به شرح زیر می‌باشد:
دارا بودن پتانسیل ثابت و تکرار شدنی.
پلاریزه نشدن برای چگالی‌های جریان کم، موقعی که جریان از آن‌ها عبور می‌کند، یعنی به‌طور برگشت‌پذیر عمل کردن الکترود.
الکترود باید سطح زیادی داشته باشد و غلظت الکترولیت آن خیلی کم نباشد.
انواع الکترود شاهد
الکترود استاندارد هیدروژن (S.H.E)
الکترود هیدروژن، از یک ورقه پلاتین به سطح تقریبی  1cm2  تشکیل شده‌است که بر روی آن، با عمل الکترولیز، پلاتین قرار داده‌اند تا سطح مؤثر الکترود زیاد شود. این ورقه در محلول یون هیدروژن وارد شده، گاز هیدروژن از راه یک لوله به سطح آن می‌رسد و محلول اطراف آن را اشباع می‌کند. الکترود هیدروژن به صورت زیر معرفی می‌شود:
(pt , H2(P)|H+(m 
و معادله واکنش الکترودی آن چنین می‌باشد:
(2H++2e→H2(g 
پتانسیل آن، به دما و فعالیت یون هیدروژن در محلول و فشار گاز، مربوط می‌باشد. اگر فعالیت یون هیدروژن برابر با واحد و فشار گاز هیدروژن برابر با یک اتمسفر باشد، الکترود را، الکترود استاندارد هیدروژن می‌گویند (S.H.E) و پتانسیل آن را در هر دمایی به‌طور قراردادی برابر با صفر می‌گیرند. الکترود هیدروژن، بیشترین جریان مبادله را دارد. به همین علت، از لحاظ بازگشت‌پذیری بهترین الکترود می‌باشد.
الکترود کالومل(Hg2cl2)
کاربرد این الکترودها از دیگر الکترودهای شاهد بیشتر است. الکترود عبارت است از مقداری جیوه که در تماس با کالومل بوده، آن هم در مجاورت کلرید پتاسیم قرار دارد. یک مفتول پلاتینی ارتباط جیوه با مدار را برقرار می‌کند. اگر کالومل به روش الکتریکی تهیه شود، بازگشت‌پذیری خوبی دارد. پتانسیل الکترود کالومل نسبت به اکسیژن حل شده در محلولهای خنثی حساسیتی نشان نمی‌دهد، ولی در محیطهای اسیدی حساسیت نشان می‌دهد.
پتانسیل الکترودهای کالومل تابع غلظت محلول کلرید پتاسیم آن‌ها می‌باشد و در سه نوع الکترود که غلظت الکترولیت آن‌ها  0.1N  و  1N  و اشباع است، تهیه می‌شوند که نوع اشباع بیشتر مورد استفاده قرار می‌گیرد. البته این الکترود معایبی دارد که عبارتند از: پایداری کم، کمی تکرارپذیری پتانسیل آن نسبت به بقیه انواع الکترودها، بالابودن ضریب دمایی آن و دیر به تعادل رسیدن پتانسیل آن، وقتی که دما بالا می‌رود.
الکترودهای کالومل را می‌توان در بالای  100درجه سانتی‌گراد و حتی  250درجه سانتی‌گراد هم برای چند ساعت بکار برد. اما در حدود  70درجه، ناپایداری قابل ملاحظه‌ای نشان می‌دهند. اگر به محلول اشباع شده KCl، یک پلی‌الکل اضافه شود، الکترود را می‌توان تا  30-درجه سانتی‌گراد بکار برد و نتایج خوبی بدست آورد. معادله واکنش الکترودی به صورت زیر است:
Hg2Cl2(5) +2e →2Hg(l) + 2cl

الکترود کالومل
الکترودهای نقره-کلریدنقره:
این الکترودها در موقع کار کردن، جوابهای تکرار شدنی می‌دهند و مدت‌ها سالم می‌مانند. تهیه آن‌ها ساده است و اکسیژن و نور تأثیری بر پتانسیل آن‌ها ندارد. با توجه به روش تهیه، رنگ آن‌ها از گُلی (تقریباصورتی) تا قهوه‌ای تغییر می‌کند. رنگ بهترین آن‌ها کمی گُلی‌رنگ می‌باشد. در دمای بین صفر تا  240  درجه سانتی‌گراد به‌خوبی کار می‌کند. الکترود از یک لوله که دارای صفحه‌ای از شیشه فریتر می‌باشد، تشکیل شده‌است. لایه‌ای از ژل آگار اشباع شده با KCl  در روی این دیسک شیشه‌ای قرار داده شده‌است تا از نشت محلول از لوله جلوگیری کند.
لایه‌ای از کلرید پتاسیم جامد بر روی آن قرار داده شده و بقیه لوله با محلول KCl  اشباع پر شده‌است. چند قطره هم از محلول AgNO3  یک فرمال به آن اضافه شده‌است تا آن را نسبت به AgCl، اشباع نماید. یک سیم نقره‌ای به قطر  1  تا  2  میلی‌متر در داخل محلول، ارتباط الکتریکی را برقرار می‌کند
این الکترود را با این نام نشان می‌دهند:
{\displaystyle Cl^{-}{\big (}4M{\big )}{\big |}Hg_{2}Cl_{2}{\big (}s{\big )}{\big |}Hg{\big (}l{\big )}{\big |}Pt}
رابطه زیر بین الکترود استاندارد هیدروژن و این الکترود برقرار است:
ECALOMEL = ESHE + 0.242 